# Ернест Мабука
Ернест Олів'є Б'єнвеню Мабука Массуссі (фр. Ernest Olivier Bienvenu Mabouka Massoussi, нар. 16 червня 1988, Дуала, Камерун) — камерунський футболіст, захисник національної збірної Камеруну та клубу «Маккабі» (Хайфа).

## Клубна кар'єра
У дорослому футболі дебютував 2009 року виступами за команду клубу «Лез Астр». 
До складу словацького клубу «Жиліна» приєднався 2010 року.
Влітку 2017 перейшов до клубу «Маккабі» (Хайфа) кольори якого наразі і захищає.

## Виступи за збірну
2017 року дебютував в офіційних матчах у складі національної збірної Камеруну. Наразі провів у формі головної команди країни 9 матчів.
У складі збірної був учасником Кубка африканських націй 2017 року в Габоні.

## Досягнення
Жиліна
- Чемпіон Словаччини (2): 2011-12, 2016-17
- Володар Кубка Словаччини (1): 2011-12

Маккабі (Хайфа)
- Чемпіон Ізраїлю (1): 2020-21

Камерун
- Переможець Кубка африканських націй: 2017[1]